# Вторая битва за Тикрит
Вторая битва за Тикрит — битва, в которой иракские силы безопасности отбили город Тикрит (столицу провинции Саладин) у Исламского Государства (ИГ). Иракские силы состояли из иракской армии и Сил народной мобилизации (основная часть сухопутных войск, состоящих из шиитских ополченцев, а также некоторых суннитских соплеменников), получавших помощь от офицеров иранских сил Кудс на земле и поддержку с воздуха со стороны американских, британских и французских военно-воздушных сил.
Город Тикрит, расположенный в центральной части мухафазы Саладин к северу от Багдада и Самарры и примыкающий к реке Тигр, был захвачен ИГ во время огромных успехов группировки во время ее наступления в июне 2014 года. После его захвата ИГ устроило резню на базе Спайкер, близлежащем учебном центре иракских ВВС. После нескольких месяцев подготовки и сбора разведывательных данных иракские силы начали наступательные операции по полному окружению и последующему возвращению города, начиная со 2 марта 2015 года. Наступление было крупнейшей операцией против ИГ на сегодняшний день, в которой участвовало около 20 000-30 000 иракских военнослужащих (превышение численности боевиков ИГ более чем в 2 раза), при этом присутствовало около 13 000 боевиков ИГ. Сообщалось, что 90 % жителей города уехали из-за страха перед ИГ и ответными атаками шиитских ополченцев после захвата города. Таким образом, большинство жителей бежали в близлежащие города, такие как Багдад и Самарра, или даже дальше, в Иракский Курдистан или Ливан.
4 апреля, после нескольких дней ожесточенных боев и актов возмездия, совершенных некоторыми шиитскими ополченцами, сообщалось, что ситуация в городе стабилизировалась, а последние очаги сопротивления ИГ были ликвидированы. Майор иракской полиции сообщил, что «сейчас ситуация спокойная». 12 апреля 2015 года иракские силы заявили, что Тикрит наконец-то освобожден от всех сил ИГ, заявив, что жители могут безопасно вернуться. Однако очаги сопротивления сохранялись до 17 апреля, когда были убиты последние 140 спящих агентов ИГ в городе. Операции по очистке и обезвреживанию города продолжались, но иракские официальные лица прогнозировали, что потребуется не менее нескольких месяцев, чтобы удалить примерно 5 000-10 000 СВУ, оставленных ИГ в Тикрите.